# جنیفر ۸
جنیفر ۸ (به انگلیسی: Jennifer 8) فیلمی محصول سال ۱۹۹۲ و به کارگردانی بروس رابینسون است. در این فیلم بازیگرانی همچون اندی گارسیا، اوما تورمن، کتی بیکر، گراهام بکل، کوین کانوی، جان مالکوویچ، باب گانتون و لنی فون دولن ایفای نقش کرده‌اند.